# Ji Virginis b
Ji Virginis b (también conocido como HD 110014 b) es un planeta extrasolar que orbita la estrella gigante del  tipo K Ji Virginis, situado a unos 294 años luz de distancia en la constelación de Virgo. Este planeta tiene una masa de al menos 11 veces la de Júpiter y tarda 835 días en orbitar la estrella, en comparación se encuentra al doble de la distancia de la Tierra está al sol. Este planeta fue descubierto en julio del 2009 utilizando el método de velocidad radial.